# Maria Himmelfahrt (Mülheim-Kärlich)

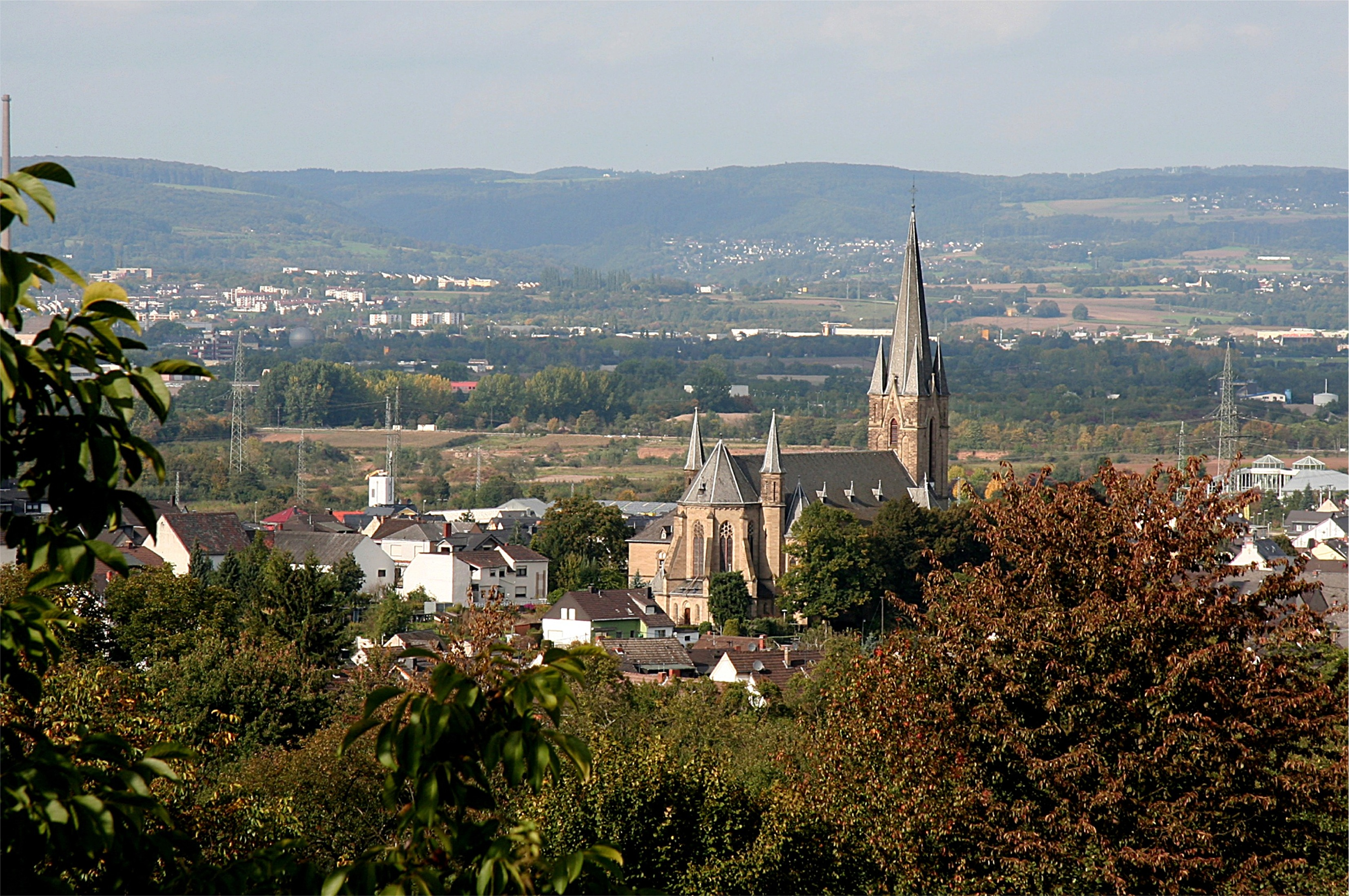
Pfarrkirche Maria Himmelfahrt Mülheim

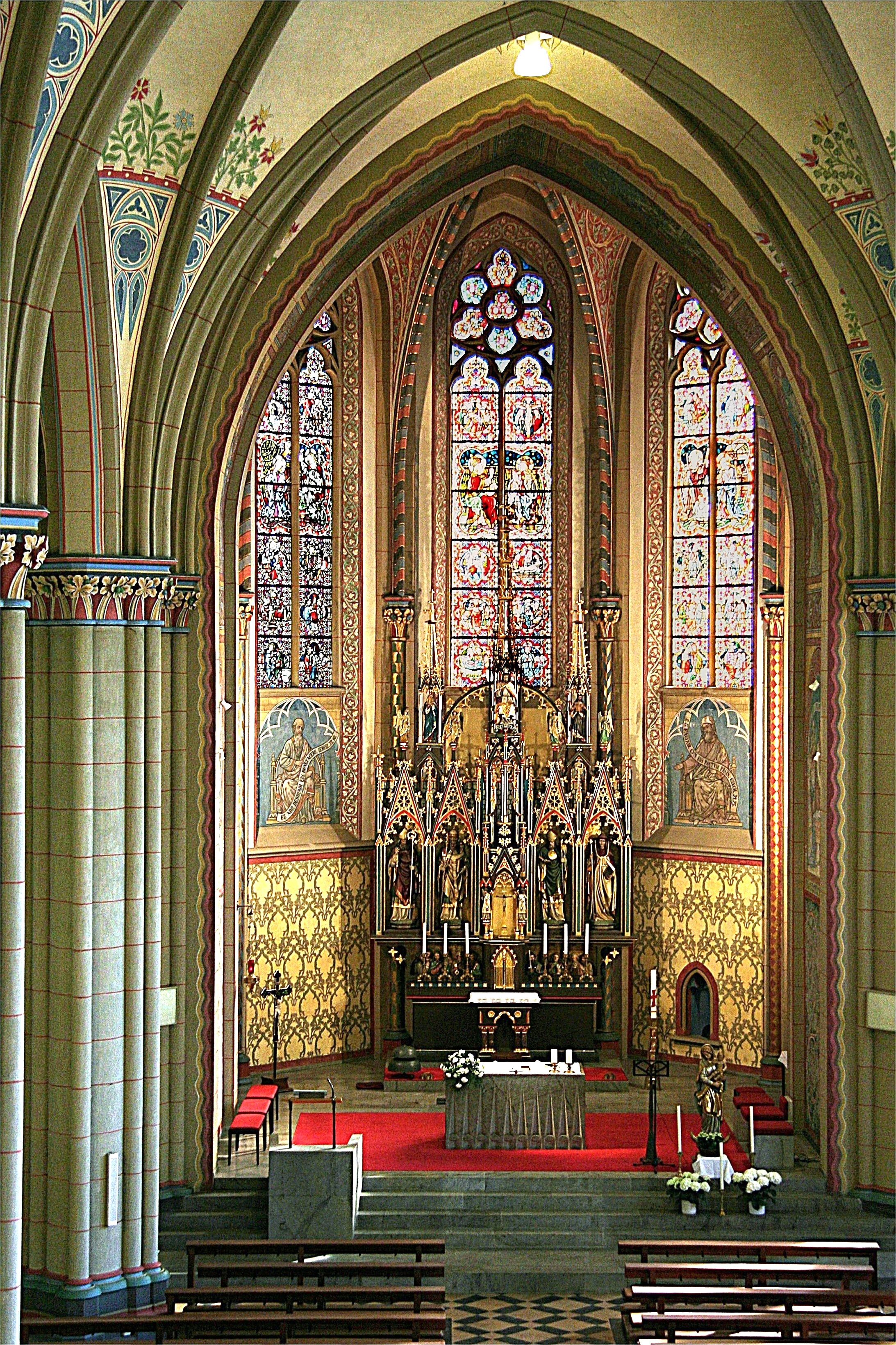
Chor und Altar der Mülheimer Kirche

Die katholische Kirche Maria Himmelfahrt in Mülheim-Kärlich im Bistum Trier wurde in den Jahren 1888 bis 1890 unter Pfarrer Heinrich Roedelstürtz erbaut, nachdem im Juli 1887 die Pfarrei Mülheim gegründet worden war. Architekt der Kirche, die zum Pastoralen Raum Andernach gehört, war Caspar Clemens Pickel.

## Geschichte
Bis zur Gründung der eigenständigen Pfarrei gehörte Mülheim seelsorglich zur Nachbargemeinde Kärlich. Gottesdienste in Mülheim hielten Kapläne in der Alten Kapelle aus dem frühen 14. Jahrhundert, die im Laufe der Zeit für die stetig steigende Zahl von Einwohnern zu klein geworden war. Die Kapelle sollte abgerissen und durch einen größeren Neubau ersetzt werden. Entgegen diesem ursprünglichen Plan wurde die neue Kirche jedoch etwa 150 Meter weiter südlich auf einer kleinen Anhöhe errichtet, sodass die Kapelle erhalten blieb.
Am 2. Mai 1891 konsekrierte der Trierer Bischof Michael Felix Korum die Pfarrkirche Mülheim, die – wie die Alte Kapelle – unter den Schutz von Maria, der Mutter Jesu, gestellt ist. Gedenktag der Schutzpatronin ist das Fest Maria Himmelfahrt am 15. August.

## Architektur
Die nach Süden ausgerichtete dreischiffige Hallenkirche ist in neugotischem Stil gebaut und zeigt typische Merkmale der Gotik: unter anderem Strebepfeiler außen, hohe Spitzbogenfenster und Kreuzrippengewölbe mit ringförmigem Schlussstein, 14,50 Meter über dem Fußboden. Sie ist 56,5 Meter lang und 34,5 Meter breit. Der Turm ist 60 Meter hoch; sein Grundriss beträgt 8 × 8 Meter. Das Mauerwerk besteht aus Lavasteinen (landschaftlich Krotzen genannt) und ist außer im Sockelbereich mit Tuff verkleidet.

## Ausstattung
Die Ausstattung der Kirche stammt zum großen Teil aus ihrer Entstehungszeit. Einiges wie Kanzel, Kommunionbank, Beichtstühle wurde jedoch 1965/66 im Zuge der Liturgiereform nach dem Zweiten Vatikanischen Konzil unwiederbringlich entfernt.

### Altar
Der Hochaltar, ebenfalls im Stil der Neugotik gehalten, ist das 1901 vollendete Werk des Frankfurter Bildhauers Caspar Weis. Der Flügelaltar mit reichlichem Schnitzwerk, zeigt links und rechts vom Tabernakel jeweils vier Statuen von Kirchenvätern in Nischen mit geschnitzten Giebeln: links Ambrosius von Mailand und Gregor der Große, rechts Augustinus und Hieronymus. Auf der Rückseite der Flügel sind Tafelbilder gemalt. Die Halbfiguren an der Predella, dem Sockel des Altarschreins, stellen die zwölf Apostel dar. Nach oben schließt der Altar mit einem dreiteiligen Gesprenge ab, in dem mehrere Figuren stehen: Christus als thronender Weltenlehrer in der Mitte, links Maria, rechts Johannes der Täufer sowie an beiden Seiten je zwei Engel.
Seit der Liturgiereform durch das zweite Vaticanum zelebriert der Priester die messe der Gemeinde zugewandt. Daher wurde der Hochaltar 1965 an die Rückwand des Chors versetzt, um davor einen Messaltar aus Stein (Trachyt) aufstellen zu können. Bedingt durch den Fünfachtelschluss des Chors, der im rückwärtigen Teil enger wird, fehlte der Platz für die aufgeklappten Flügel. Sie wurden deshalb entfernt und verkauft.

### Seitenaltäre
Die beiden Seitenaltäre stammen ebenfalls aus der Werkstatt von Caspar Weis. Sie wurden 1903 gefertigt und entsprechen in ihrer Form dem Hochaltar. Der linke Altar, der als Marienaltar gestaltet ist, zeigt in der Mitte eine Pietà, links daneben den Apostel Johannes und rechts Maria Magdalena. Im rechten Seitenaltar ist der Tod des heiligen Josef dargestellt.

### Kirchenfenster
Die Fenster des Kirchenschiffs sind weiß verglast mit kleinen farbigen Bildern fast nur in den Maßwerken. Drei der fünf Chorfenster sind bunt verglast, vorwiegend in Rot- und Blautönen. Sie zeigen jeweils neun Bilder aus dem Leben Mariens – als Hauptmotiv im linken Fenster die Verkündigung des Herrn, rechts die Geburt Jesu und im mittleren Fenster als Zentralmotiv die Aufnahme Mariens in den Himmel. Zwei Chorfenster, die vom Kirchenschiff aus nicht zu sehen sind, haben helles Glas mit neutralem Muster und einer kleinen bildlichen Darstellung nur im Maßwerk.

### Orgel

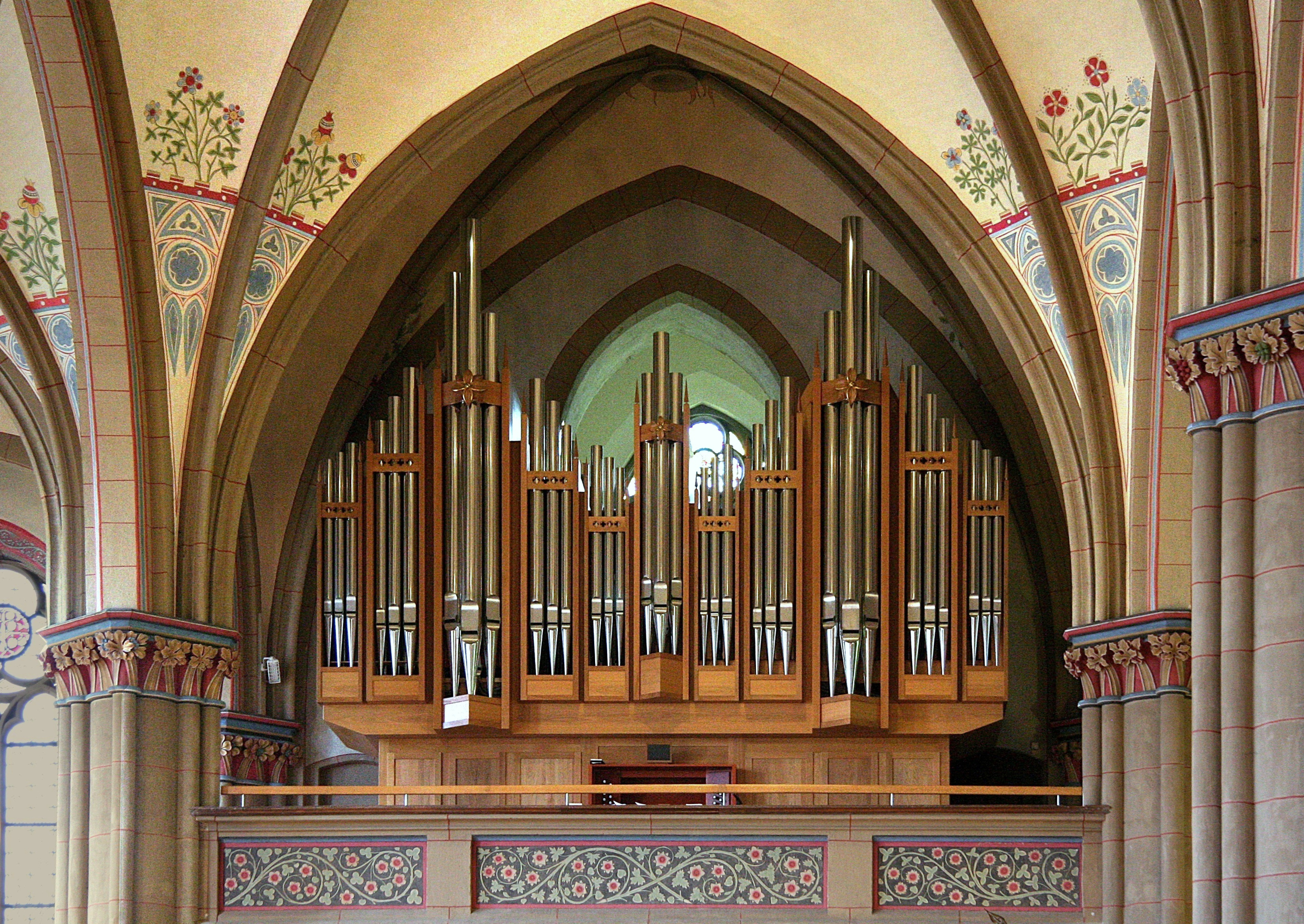
Mayer-Orgel in Mülheim

In den ersten Jahren der Kirche – von 1890 bis 1898 – begleitete ein Harmonium die Gottesdienste, bis die Gemeinde dank einer Spende der ortsansässigen Spar- und Darlehnskasse eine Orgel bauen lassen konnte. Orgelbauer war Eckert in Paderborn. Das Instrument hatte 18 Register und rund tausend Pfeifen in einem neugotisch gestalteten Gehäuse des Kölner Bildhauers Jaeger, passend zum Stil der Kirche. Diese Orgel wurde 1934 von Orgelbauer Klein, Obersteinebach, renoviert und um zwei Register erweitert.
Seit 1898 steht die Orgel der Mülheimer Kirche auf der Empore an der Nordwand zwischen Kirchenschiff und Glockenturm. Um genügend Platz für den in den 1950er Jahren auf ca. 90 Mitglieder angewachsenen Kirchenchor zu schaffen, wurde die Orgel 1954 in drei Teile gegliedert und weit auseinandergezogen. Außerdem erhielt sie vier zusätzliche Register.
Bei einer weiteren Renovierung 1968 wurde sie auf 36 Register erweitert, erhielt eine elektrische Traktur und einen zweiten Spieltisch, der vorn links im Kirchenschiff stand. Einige Zeit später kam zu der Pfeifenorgel eine elektronische Orgel, was den Spieltisch auf der Empore um zwei Manuale auf fünf erweiterte.
Nachdem die Orgel 1987 im Zuge einer umfangreichen Innenrenovierung hatte abgebaut werden müssen, erwiesen sich laut Gutachten des Trierer Domorganisten Wolfgang Oehms ein Wiederaufbau und weitere Instandsetzungen als unwirtschaftlich. Deshalb wurde bis zur Anschaffung einer neuen Orgel ein Positiv bzw. eine kleine Chororgel genutzt.
Im Jahr 2000 lieferte Hugo Mayer Orgelbau, Heusweiler, eine neue Orgel mit zwei Manualen und Pedal, 1812 Pfeifen und 31 Registern. Das Instrument hat mechanische Spieltrakturen und Koppeln, die Registertrakturen sind elektrisch.
| I Hauptwerk C–g3 |             |       |
| 1.               | Bourdon     | 16′   |
| 2.               | Principal   | 8′    |
| 3.               | Gambe       | 8′    |
| 4.               | Koppelflöte | 8′    |
| 5.               | Oktave      | 4′    |
| 6.               | Rohrflöte   | 4′    |
| 7.               | Quinte      | 2 ⁄3′ |
| 8.               | Superoktave | 2′    |
| 9.               | Mixtur IV–V | 1 ⁄3′ |
| 10.              | Trompete    | 8′    |

| II Schwellwerk C–g3 |                      |        |
| 11.                 | Diapason             | 8′     |
| 12.                 | Flûte harmonique     | 8′     |
| 13.                 | Bourdon              | 8′     |
| 14.                 | Salicional           | 8′     |
| 15.                 | Voix céleste         | 8′     |
| 16.                 | Prestant             | 4′     |
| 17.                 | Flûte octaviante     | 4′     |
| 18.                 | Nazard               | 2 ⁄3′  |
| 19.                 | Flûte conique        | 2′     |
| 20.                 | Tierce               | 1 3⁄5′ |
| 21.                 | Fourniture IV–VI     | 2′     |
| 22.                 | Trompette harmonique | 8′     |
| 23.                 | Hauthois             | 8′     |
| 24.                 | Clairon harmonique   | 4′     |
|                     | Tremulant            |        |

| Pedal C–f1 |                      |     |
| 25.        | Prestant             | 16′ |
| 26.        | Subbass              | 16′ |
| 27.        | Oktavbass (Nr. 25)   | 8′  |
| 28.        | Gedecktbass (Nr. 26) | 8′  |
| 29.        | Tenorflöte           | 4′  |
| 30.        | Posaune              | 16′ |
| 31.        | Trompete (Nr. 30)    | 8′  |

- Koppeln: II/I, I/P, II/P
- Spielhilfen: Elektronische Setzeranlage

## Glocken
Die ersten Glocken der Pfarrkirche Maria-Himmelfahrt wurden am 16. März 1890 der Muttergottes, dem heiligen Josef, dem heiligen Heinrich (Namenspatron des Erbauers der Kirche) und dem heiligen Herzen Jesu geweiht. Die schwerste, die Marienglocke, wog 31 Zentner, Ton cis, die zweitschwerste 17,5 Zentner, Ton e, die kleinere 13 Zentner, Ton fis, die kleinste 2,2 Zentner. Die kleinste Glocke hing nicht im Hauptturm, sondern im rechten Chortürmchen. Es waren Bronzeglocken (77,5 % Kupfer, 22,5 % Zinn) der Glockengießerei Otto aus Hemelingen bei Bremen.
Im Ersten Weltkrieg mussten drei der vier Glocken entsprechend der Verordnung zur Ablieferung von Bronze für Kriegszwecke abgegeben werden. Um dennoch ein annehmbares Geläute zu erhalten, kaufte die Pfarrgemeinde 1917 eine cis-Stahlglocke.
1921 erhielt Mülheim ein neues Geläut bzw. die Ergänzung zu der verbliebenen e-Glocke, die wiederum die Glockengießerei Otto lieferte. Um einen reineren Ton zu erzielen, waren die neuen Glocken schwerer als die vorherigen; die cis-Glocke wog 2194 kg und die fis-Glocke 910 kg. Zwei dieser Glocken wurden während des Zweiten Weltkriegs 1942 eingezogen; die verbliebene Glocke verkaufte die Gemeinde vor der Anschaffung eines neuen Geläuts.
Das neue Geläut aus drei Stahlgussglocken des Bochumer Vereins kam 1948. Die Gemeinde wollte sichergehen, nicht noch einmal Bronzeglocken zu verlieren. Die schwerste dieser Glocken, die Christ-Königs-Glocke, wiegt 56 Zentner, Ton d, die Marienglocke 34 Zentner, Ton f, die Michaelsglocke 25 Zentner, Ton g. 1960 stiftete die Zivilgemeinde Mülheim eine vierte Glocke, 10 Zentner schwer, Ton b.

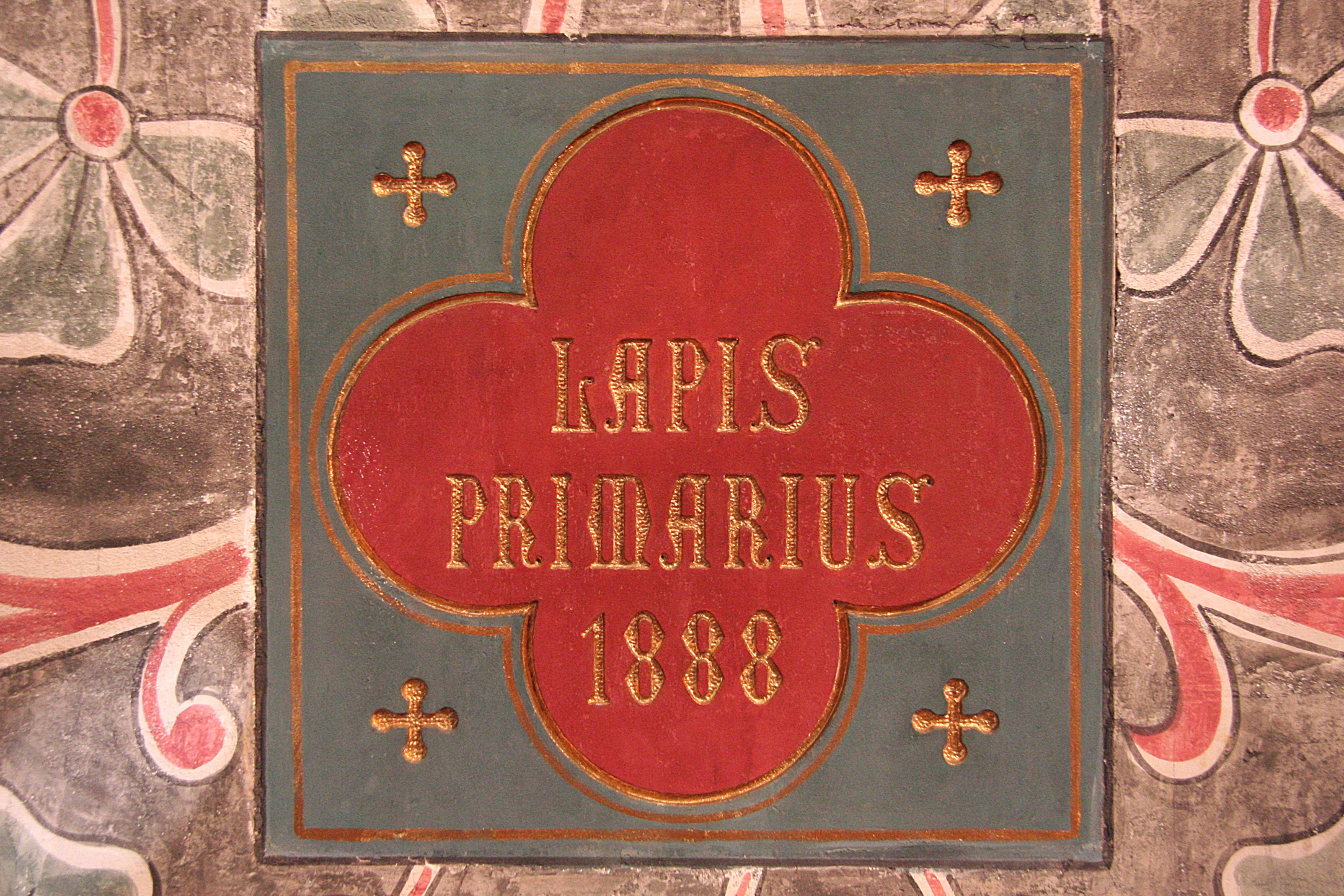
Grundstein